# Csanádi Károly
Csanádi Károly (Temesvár, 1939. február 21. –) magyar műkorcsolyázó, jégtáncos.

## Családja
Temesváron született, értelmiségi családba, édesapja, Csanádi Károly gimnáziumi igazgató, édesanyja, Gergely Gizella tanárnő volt. Felesége, Tárkányi Tamara táncdalénekes, előadóművész.

## Életpályája
Három diplomával rendelkezik. 1962-ben gépészmérnöki oklevelet szerzett a Budapesti Műszaki Egyetemen, 1968-ban külkereskedelmi diplomát a Marx Károly Közgazdaságtudományi Egyetemen, majd 1982-ben a Testnevelési Főiskolán műkorcsolya-szakedzői bizonyítványt.
Sportpályafutását 1959-ben kezdte mint amatőr jégtáncos a Budapesti Spartacusban. Táncos partnere volt: Mohay Erzsébet (1959–1962), Csoma Éva (1962–1964), Mató Edit (1964–1969). 
Mató Edittel 1966-os téli Universiade bajnok és négyszeres magyar országos bajnok volt. Párosuk három világbajnokságon és öt Európa-bajnokságon szerepelt. 1966-ban a pozsonyi Európa-bajnokságon a 8. helyen végeztek. 1967-ben a bécsi világbajnokságon a 14. helyen a ljubljanai Európa-bajnokságon a 9., az országos bajnokságon pedig az első helyen végeztek. 1968-ban a grenoble-i téli olimpiai játékokon a jégtáncbemutató résztvevői voltak, a genfi világbajnokságon a 11. helyen végeztek. 1968-ban (Västerås, Svédország) az európai legjobb tíz közé kerültek (8. helyen végeztek), az országos bajnokságon pedig  aranyérmesként zártak. 1969-ben a Garmisch-Partenkirchenben rendezett Európa–bajnokságon a Mathó Edit, Csanádi Károly kettős a 12., az országos bajnokságon pedig az első helyen zárt. 
1970-től Csanádi Károly profipályára lépett. 1971-ben a Bécsi Jégrevü, 1972-ben az amerikai Holidey on Ice, 1973-ban a Deutsches Eistheather, 1974–75-ben pedig a német Europa Eisteather hivatásos jégtáncosa volt. 
Visszavonulása után edzőként dolgozott. Tanítványa volt többek között Regőczy Krisztina és Sallay András olimpiai ezüstérmes és világbajnok jégtáncos.

## Eredményei
| Nemzetközi             | Nemzetközi | Nemzetközi | Nemzetközi | Nemzetközi | Nemzetközi | Nemzetközi | Nemzetközi | Nemzetközi | Nemzetközi | Nemzetközi |
| Esemény                | 1959–1960  | 1960–1961  | 1961–1962  | 1962–1963  | 1963–1964  | 1964–1965  | 1965–1966  | 1966–1967  | 1967–1968  | 1968–1969  |
| ---------------------- | ---------- | ---------- | ---------- | ---------- | ---------- | ---------- | ---------- | ---------- | ---------- | ---------- |
| Világbajnokság         |            |            |            |            |            |            | 15         | 14         | 11         |            |
| Európa-bajnokság       |            |            |            |            |            | 12         | 8          | 9          | 8          | 12         |
| Prágai korcsolya       |            |            |            |            |            | 8          |            | 9          |            |            |
| Téli Universiade       |            |            |            |            |            |            | 1          |            |            |            |
| Nemzeti                |            |            |            |            |            |            |            |            |            |            |
| Magyar bajnokság       |            |            | 3          | –          | 3          | 2          | 1          | 1          | 1          | 1          |
| II. osztályú bajnokság |            | 1          |            |            |            |            |            |            |            |            |
| Ifjúsági bajnokság     | 1          |            |            |            |            |            |            |            |            |            |